# Viziru

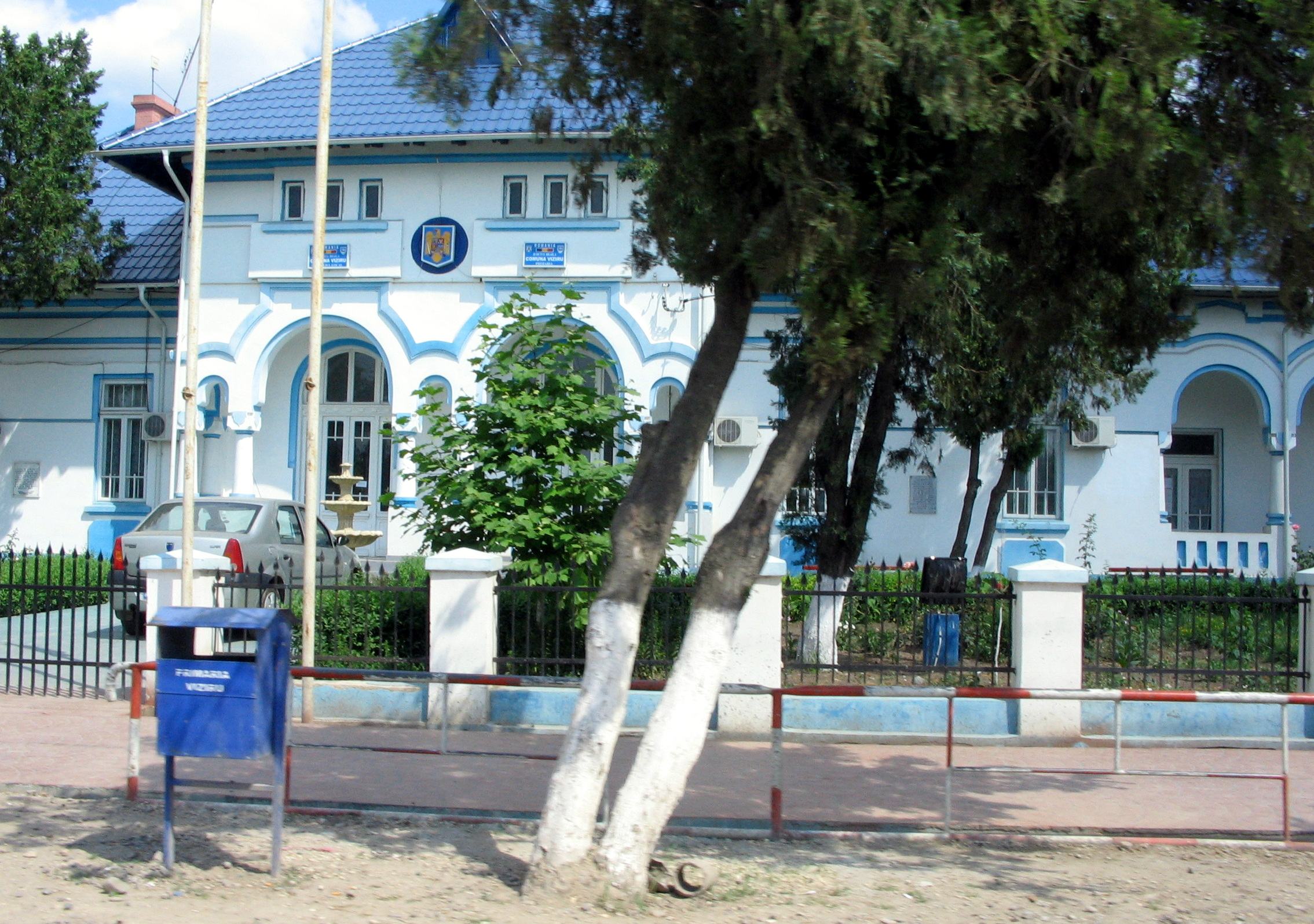
Gemeentehuis van Viziru

Viziru is een Roemeense gemeente in het district Brăila.
Viziru telt 6090 inwoners.